# Mário de Melo Matos
Mário de Melo Matos foi um militar brasileiro, que foi embaixador brasileiro no Paraguai entre os anos de 1984 e 1986.

## Biografia
Mário de Melo Matos nasceu em no dia 10 de junho de 1919. 
Ingressou na Escola Militar de Realengo, no Rio de Janeiro, então Distrito Federal, em abril de 1938. Foi declarado Aspirante a Oficial da arma de artilharia em  dezembro de 1940 e em agosto do ano seguinte foi promovido a 2º Tenente. Em outubro de 1942, foi promovido a 1º Tenente e em junho de 1945, a Capitão.
Foi promovido a general-de-exército em dezembro de 1980, sendo o único artilheiro entre os três generais promovidos ao mais alto posto do Exército nesta ocasião.
Chefiou o Departamento-Geral do Pessoal, entre 7 de janeiro de 1982 e 13 de junho de 1984.